# Sattar Zare
Sattar Zare (in persiano  ستار زارع‎; Shiraz, 27 gennaio 1982) è un ex calciatore iraniano, di ruolo centrocampista.

## Carriera

### Club
Ha sempre giocato nel campionato iraniano.

### Nazionale
Con la maglia della Nazionale ha collezionato 35 presenze tra il 2004 e il 2009.